# Congratulations (canción)
Congratulations es un sencillo del cantante británico Cliff Richard publicado en 1968. 
Con esta canción representó a Reino Unido en el Festival de la Canción de Eurovisión en Londres, tras la victoria de Sandie Shaw. Pese a ser el gran favorito, fue derrotado por la española Massiel, que ganó con La, La, La. También se ha hecho una versión en español, que llegó al número 1 en España tanto en ventas como en los 40 principales. 
Aunque no ganó, fue la canción más exitosa de la edición, llegando a vender más singles en España que el propio La, La, La. Es una de las canciones más populares de Eurovisión y de la cultura de la música pop del Reino Unido.
Con motivo de la celebración del 50 aniversario de Eurovisión, se celebró una gala televisada en Copenhague en 2005, donde Congratulations fue elegida como una de las diez mejores canciones de la historia de Eurovisión. Aunque Richard no pudo asistir, grabó un video hablando de su paso por Eurovisión y presentó a Massiel asegurando, en tono de broma, que no le guardaba rencor. Aquella gala llevó por nombre, precisamente, Congratulations.

## Listas
| País           | Posición |
| -------------- | -------- |
| Reino Unido    | 1        |
| Austria        | 5        |
| Bélgica        | 1        |
| Alemania       | 3        |
| Irlanda        | 1        |
| Holanda        | 1        |
| Noruega        | 1        |
| Nueva Zelanda  | 2        |
| Suecia         | 1        |
| Estados Unidos | 99       |
| España         | 1        |

- Datos: Q868744